# Ophientrema
Ophientrema is een geslacht van slangsterren uit de familie Ophiacanthidae.

## Soorten
- Ophientrema euphylactea (H.L. Clark, 1911)
- Ophientrema scolopendrica (Lyman, 1883)